# Bolos de Mendes
Bolos de Mendes (segle iii aC) va ser un escriptor en llengua grega nascut a Mendes, a Egipte, i se'l considera l'introductor de l'ocultisme a Grècia. La Suda diu que era pitagòric, però es creu que amb aquesta denominació indicava les aficions ocultistes de Bolos, ja que en època hel·lenística es considerava Pitàgoras un mestre en les arts màgiques.
Les seves obres les va publicar sota el nom de Demòcrit, segons expliquen la Suda i Columel·la. Va escriure tractats de contingut molt divers: sobre paradoxografia, medicina, agricultura i astrologia. Plini, el cita com a font a la seva Història Natural, i Columel·la també el cita quan descriu els instruments dels veterinaris a l'obra De re rustica. Les observacions de Bolos sobre veterinària van ser seguides per diversos autors de segles posteriors. Una de les seves obres més cèlebres, també signada amb el nom de Demòcrit, és un tractat, Sobre les simpaties i antipaties (Περι συμπαθειων και άντιπαθειων), on tractava de les propietats naturals, és a dir, ocultes, dels tres regnes de la natura, i afegia aplicacions mèdico-màgiques a cada un dels objectes descrits. Alguns dels fragments conservats parlen de les propietats meravelloses d'animals, herbes o pedres: es domestica un toro lligant-li a les potes un fil de llana, o lligant-lo a una figuera. La llengua d'una granota viva posada al pit d'una dona li fa confessar tots els seus actes. La medul·la espinal d'una hiena guareix les malalties de l'esquena. L'imant no atreu el ferro si se'l frega amb un all. El Llibre de les simpaties va ser molt conegut, i, a més de Plini, el citen Plutarc, Elià i les Geopònica. Dió Cassi cita textos de Bolos sobre agronomia. Juba, rei de Mauritània, fa servir fragments de Bolos en un tractat sobre zoologia. Alguns autors el fan deixeble d'Ostanes.